# Pnigalio brachysellus
Pnigalio brachysellus är en stekelart som beskrevs av Yoshimoto 1983. Pnigalio brachysellus ingår i släktet Pnigalio och familjen finglanssteklar. Inga underarter finns listade i Catalogue of Life.